# Grewia similis
Grewia similis är en malvaväxtart som beskrevs av Karl Moritz Schumann. Grewia similis ingår i släktet Grewia och familjen malvaväxter. Inga underarter finns listade i Catalogue of Life.